# 푸아비

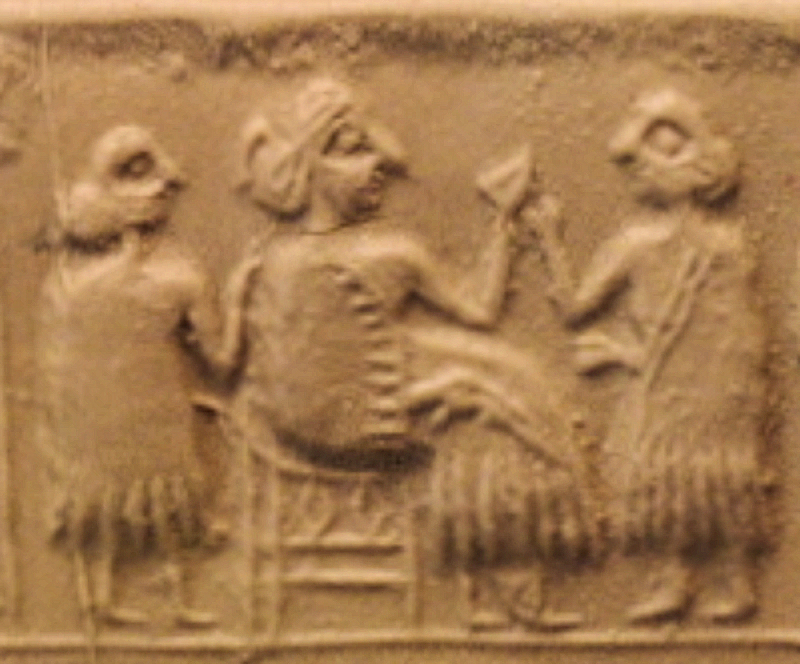
기원전 2600년 경 참석자들과 함께 착석한 푸아비 여왕.

푸아비(Puabi, 아카드어 리트 "아버지의 말씀")는 수메르의 도시 우르의 중요한 인물이었다. 그녀는 기원전2600-2500년경 우르 제1왕조에 살았다. 그녀는 여왕으로 알려져 있지만 논란이 있다.
푸아비는 수메르에 슈바드로 알려져 있으며 그녀의 무덤에서 확인되었다. 그녀는 수메르 여왕 또는 여사제인 닌이었다.
초기 메소포타미아 여성 대부분은 남편과 관련되어 묘사되지만, 특이하게도 푸아비의 인장은 남편과 무관하기 때문에 그녀는 왕비가 아니라 자신의 권리로 통치한 여성 군주였던 것으로 추정되고 있다.